# Duncanville (Texas)
Duncanville es una ciudad ubicada en el condado de Dallas en el estado estadounidense de Texas. En el Censo de 2010 tenía una población de 38.524 habitantes y una densidad poblacional de 1.322,62 personas por km².

## Geografía
Duncanville se encuentra ubicada en las coordenadas 32°38′45″N 96°54′50″O / 32.64583, -96.91389. Según la Oficina del Censo de los Estados Unidos, Duncanville tiene una superficie total de 29.13 km², de la cual 29.1 km² corresponden a tierra firme y (0.11%) 0.03 km² es agua.

## Demografía
Según el censo de 2010, había 38.524 personas residiendo en Duncanville. La densidad de población era de 1.322,62 hab./km². De los 38.524 habitantes, Duncanville estaba compuesto por el 50.41% blancos, el 29.79% eran afroamericanos, el 0.73% eran amerindios, el 1.68% eran asiáticos, el 0.06% eran isleños del Pacífico, el 14.8% eran de otras razas y el 2.52% pertenecían a dos o más razas. Del total de la población el 34.99% eran hispanos o latinos de cualquier raza.